# Sant Llorenç de la Muga

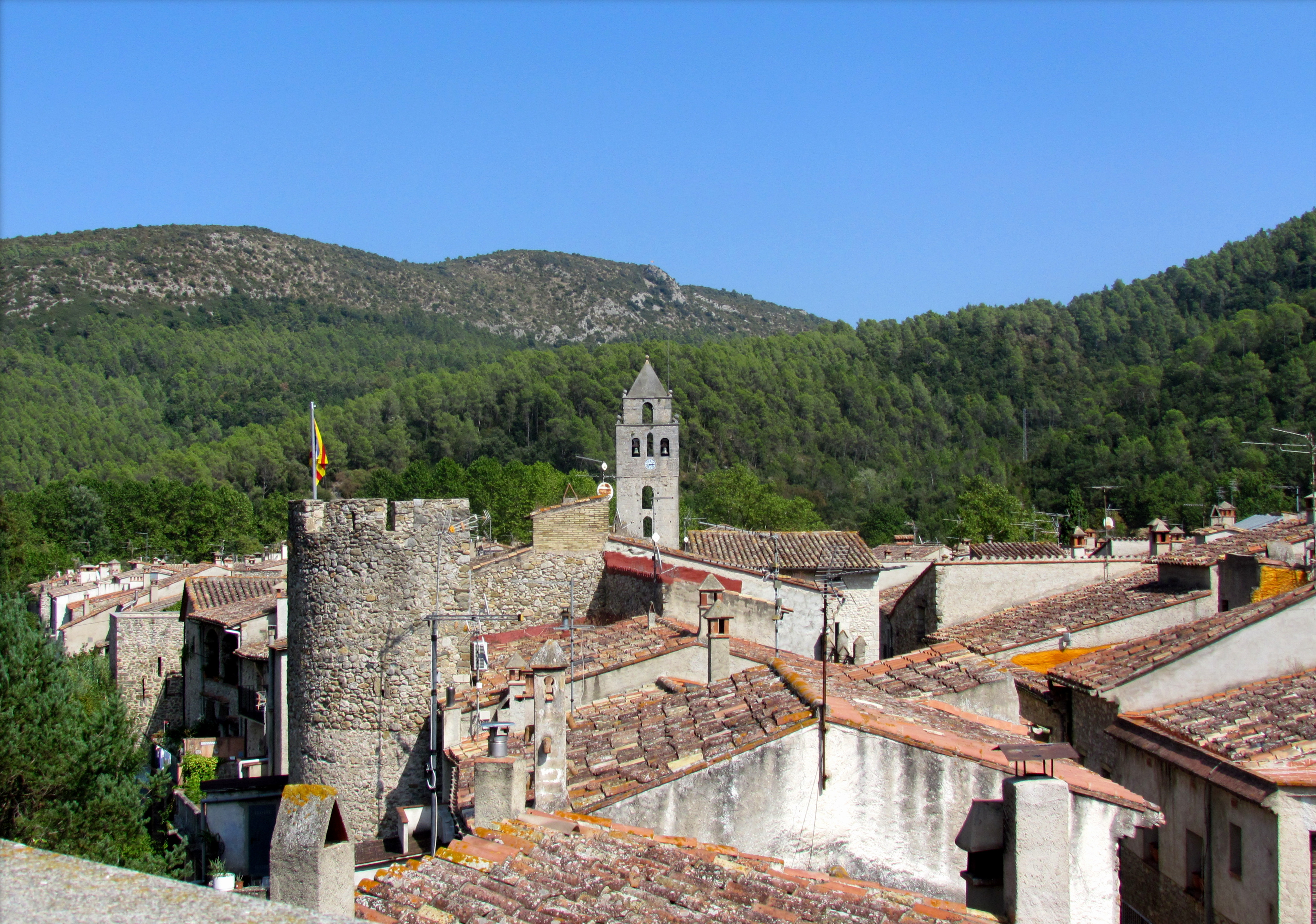
Sant Llorenç de la Muga

Sant Llorenç de la Muga is een gemeente in de Spaanse provincie Girona in de regio Catalonië met een oppervlakte van 32 km². Sant Llorenç de la Muga telt 247 inwoners (1 januari 2016).

## Bekende figuren
- Peter van Darnius (15de eeuw), 20ste president van de Generalitat de Catalunya, werd vermoedelijk in Sant Llorenç geboren.

Bron: INE, 1857-2011: volkstellingen